# Haitai Nanafa
Haitai Nanafa (はいたい七葉?) è una serie televisiva anime di 13 episodi diretta da Hiroshi Kimura e prodotta da Passione. Fu trasmessa per la prima volta in Giappone dal 6 ottobre al 29 dicembre 2012 su Ryukyu Asahi Broadcasting. Una seconda stagione sempre di 13 episodi è stata trasmessa dal 6 aprile al 29 giugno 2013.

## Trama
La storia dell'anime ruota intorno a Nanafa Kyan, una vivace ragazzine delle scuole medie, che lavora presso il ristorante di soba della nonna, ed ha due sorelle una più grande dotata di grande fascino ed una più piccola, invece in grado di avvertire le forze sovrannaturali. La vita di Nanafa e della sua famiglia cambia quando la loro casa diventa il teatro per l'apparizione di numerosi spiriti.

## Personaggi
Nanafa Kyan (喜屋武 七葉?, Kyan Nanafa)
Doppiata da: Haruna Ikezawa
Protagonista della serie e secondogenita della famiglia Kyan. Frequenta il terzo anno delle scuole medie, è brillante e seria.
Nanao Kyan (喜屋武 七緒?, Kyan Nanao)
Doppiata da: Ruka Matsuda
Kokona Kyan (喜屋武 心七?, Kyan Kokona)
Doppiata da: Kana Ichinose
Nīna (ニーナ?, Nīna)
Doppiata da: Rei Matsuzaki
Īna (イーナ?, Īna)
Doppiata da: Hiromi Igarashi
Lana (ラーナ?, Rāna)
Doppiata da: Nana Mizuki
Kāna (カーナ?, Kāna)
Doppiata da: Hisako Tōjō
Maiko Kaichi
Doppiata da: Noriko Ukumura
Himeno Ganaha
Doppiata da: Ai Kawamitsu
Lucy Misaki Stewart
Doppiata da: Aiki Koshiogawa
Bibi Toguchi
Doppiata da: Anju Sakihara
Takako Kōki
Doppiata da: Aya Gōda
Nana Aragaki
Doppiata da: Yuina Miyazato
Wakana Sakukawa
Doppiata da: Ryuka Togawa
Nonno
Doppiato da: Masahiro Arakaki
Nonna
Doppiata da: Izumi Kishaba

Narratore
Doppiata da: Akio Ōtsuka

## Episodi
L'anime è stato trasmesso suddiviso in due stagioni. La prima è andata in onda dal 6 ottobre al 29 dicembre 2012, mentre la seconda dal 6 aprile al 29 giugno 2013. La numerazione della seconda stagione non riparte da capo, ma prosegue la numerazione della prima.
| Nº | Giapponese 「Kanji」 - Rōmaji                                                                      | In onda          | In onda |
| Nº | Giapponese 「Kanji」 - Rōmaji                                                                      | Giapponese       |         |
| 1  | 「はいたい！キジムナー！」 - Haitai! Kijimunā!                                                     | 6 ottobre 2012   |         |
| 2  | 「キジムナーは怠けもの！？」 - Kijimunā wa namakemono!?                                            | 13 ottobre 2012  |         |
| 3  | 「島の民は野球がお好き？」 - Shima no jin wa yakyū ga o suki?                                      | 20 ottobre 2012  |         |
| 4  | 「エイサーはモテモテさー」 - Eisā wa motemote-sa                                                   | 27 ottobre 2012  |         |
| 5  | 「心七たちの不思議な力？」 - Kokoro nana-tachi no fushigi na chikara?                              | 4 novembre 2012  |         |
| 6  | 「めんそーれ修学旅行生！」 - Men-sōre Shūgakuryokō-sei                                             | 11 novembre 2012 |         |
| 7  | 「燃えろ！綱引き！」 - Moero! Tsunahiki!                                                           | 18 novembre 2012 |         |
| 8  | 「七葉イメチェン大作戦！」 - Nanafa Imechen Dai Sakusen!                                           | 25 novembre 2012 |         |
| 9  | 「沖縄の…怖い話…」 - Okinawa no… Kowai Hanashi…                                                    | 1º dicembre 2012 |         |
| 10 | 「七葉の風邪を治すのは！？」 - Nanafa no Kaze o Naosu no wa! ?                                     | 8 dicembre 2012  |         |
| 11 | 「駆け込め！ふーる争奪戦！」 - Kakekome! Furu Sōdatsu-sen!                                         | 15 dicembre 2012 |         |
| 12 | 「かめーそば閉店！？」 - Kame Soba Heiten! ?                                                       | 22 dicembre 2012 |         |
| 13 | 「キジムナー、ぐぶりーさびら！？」 - Kijimunā, Guburi, Sabi-ra! ?                                  | 29 dicembre 2012 |         |
| 14 | Eliminato! Il misterioso bevitore!! 「はいたい！謎の酔っぱらい！！」 - Haitai! Nazo no Yopparai! ! | 6 aprile 2013    |         |
| 15 | 「お誕生日おめでとう七葉！」                                                                       | 13 aprile 2013   |         |
| 16 | 「七緒ねえねえの秘密」                                                                             | 20 aprile 2013   |         |
| 17 | 「ラーナのショータイム」                                                                           | 27 aprile 2013   |         |
| 18 | 「台風対台風」                                                                                     | 4 maggio 2013    |         |
| 19 | 「ニーナを捕まえろ！！」                                                                           | 11 maggio 2013   |         |
| 20 | 「はいたい！ウルトラ怪獣？！」                                                                     | 18 maggio 2013   |         |
| 21 | 「めざせ！ちゅらさん先生」                                                                         | 25 maggio 2013   |         |
| 22 | 「恐怖のマジムン現る？！」                                                                         | 1º giugno 2013   |         |
| 23 | 「心七たちの鬼退治！！」                                                                           | 8 giugno 2013    |         |
| 24 | 「ニーナたちのお母さん？！」                                                                       | 15 giugno 2013   |         |
| 25 | 「ガジュマルに帰る日」                                                                             | 22 giugno 2013   |         |
| 26 | 「はいたい！」                                                                                     | 29 giugno 2013   |         |